# Jacob H. De Witt

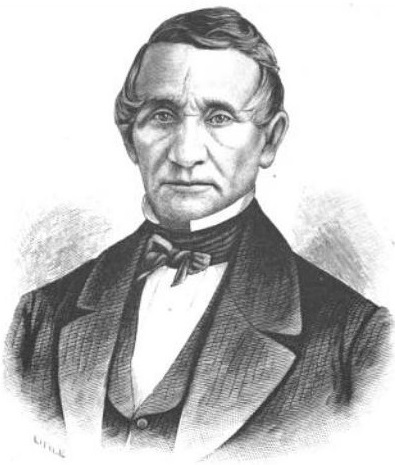
Jacob H. De Witt

Jacob Hasbrouck De Witt (* 2. Oktober 1784 in Marbletown, New York; † 30. Januar 1867 in Kingston, New York) war ein US-amerikanischer Politiker. Zwischen 1819 und 1821 vertrat er den Bundesstaat New York im US-Repräsentantenhaus.

## Werdegang
Jacob Hasbrouck De Witt wurde ungefähr ein Jahr nach dem Ende des Unabhängigkeitskrieges in Marbletown geboren. Er besuchte Dorfschulen und die Kingston Academy. Danach war er in der Landwirtschaft tätig. Während des Britisch-Amerikanischen Krieges diente er als Adjutant.
Als Gegner einer zu starken Zentralregierung schloss er sich in jener Zeit der von Thomas Jefferson gegründeten Demokratisch-Republikanischen Partei an. Bei den Kongresswahlen des Jahres 1818 für den 16. Kongress wurde er im siebten Wahlbezirk von New York in das US-Repräsentantenhaus in Washington, D.C. gewählt, wo er am 4. März 1819 die Nachfolge von Samuel Rossiter Betts antrat. Da er auf eine erneute Kandidatur im Jahr 1820 verzichtete, schied er nach dem 3. März 1821 aus dem Kongress aus.
Danach war er wieder in der Landwirtschaft tätig. De Witt war in den Jahren 1827 und 1840 Supervisor in Ulster County. Er saß in den Jahren 1839 und 1847 in der New York State Assembly. Am 30. Januar 1867 starb er in Kingston und wurde auf dem Sharpe Cemetery an der Albany Avenue beigesetzt.